# Necyria westwoodi
Necyria westwoodi är en fjärilsart som beskrevs av Carl Heinrich Hopffer 1874. Necyria westwoodi ingår i släktet Necyria och familjen Riodinidae. Inga underarter finns listade i Catalogue of Life.